# Le canzoni della malavita
Le canzoni della malavita è il primo EP di Ornella Vanoni, pubblicato nel 1958 dalla casa discografica Dischi Ricordi; è anche il primo disco pubblicato in assoluto da questa casa discografica.

## Descrizione
Saint Lazare è un brano francese dello chansonnier Aristide Bruant il cui testo è una lettera di una detenuta al suo compagno, mentre Jenny delle spelonche è tratta da L'opera da tre soldi di Bertolt Brecht .
Mentre i due brani sul lato A rimasero inediti su LP, i due sul lato B tre anni dopo furono inseriti nel primo album omonimo della cantante
Sentii come la vosa la sirena, in milanese, racconta la morte del compagno di una donna, un pregiudicato tradito da un amico, in uno scontro con la polizia, mentre Canto di carcerati calabresi è il lamento di un uomo che racconta la sua dura vita di carcerato; furono pubblicati nello stesso anno nel 45 giri Sentii come la vosa la sirena/Canto di carcerati calabresi, con la copertina standard forata della Ricordi.
Sul retro di copertina dell'EP c'è una presentazione del disco non firmata.

## Tracce
Lato A
1. Saint Lazare (Aristide Bruant)
2. Jenny delle spelonche (testo: Bertolt Brecht – musica: Kurt Weill)

Lato B
1. Sentii come la vosa la sirena (testo: Dario Fo – musica: Fiorenzo Carpi)
2. Canto di carcerati calabresi (testo: tradizionale – musica: Gino Negri)